# 國際聯盟 (棒球)
國際聯盟（英語：International League, IL），是位於美國東部的美國職棒小聯盟其中一個聯盟。本聯盟和太平洋岸聯盟一樣，位於小聯盟的3A等級。本聯盟如此命名是因為其下屬球隊的所在地曾分布在美國和加拿大（在1950年代也有球隊位于古巴）。但自從渥太華山貓在2007年球季尾端，移動到賓州阿倫敦改名理海谷鐵豬之後，本聯盟球隊目前的分布地點只有在美國。

## 歷史
國際聯盟是從3個先前的聯盟合併而成的：創立於1884年的東方聯盟、創立於1885年的紐約州聯盟和也於同年創立的安大略聯盟。紐約州聯盟和安大略聯盟在1886年合併成國際聯盟，1887年東方聯盟也加入此聯盟，成為一個10支球隊的聯盟。
2020年，因為COVID-19疫情的大爆發，使得小聯盟賽季全面暫停。國際聯盟在面臨沒有球賽可打的情況下最終宣布解散，整個聯盟併入小聯盟系統內，剩餘的14支球隊合併成3A東區。不過大聯盟後來收購小聯盟的名稱版權，因此3A東區在2022年球季又改回原名國際聯盟。

## 目前球隊
| 分區   | 球隊                           | 原文名 | 創立年 | 大聯盟球隊     | 所在地                   | 球場             | 球場容納人數 |
| ------ | ------------------------------ | ------ | ------ | -------------- | ------------------------ | ---------------- | ------------ |
| 中西區 | 哥倫布快艇                     |        | 1977年 | 克里夫蘭守護者 | 俄亥俄州哥倫布           | 杭廷頓公園       | 10100        |
| 中西區 | 印地安那波利斯印地安人         |        | 1902年 | 匹茲堡海盜     | 印第安那州印地安那波利斯 | 勝利球場         | 14230        |
| 中西區 | 愛荷華小熊                     |        | 1969年 | 芝加哥小熊     | 愛荷華州狄蒙因           | 首長球場         | 11500        |
| 中西區 | 路易維爾蝙蝠                   |        | 1982年 | 辛辛那提紅人   | 肯塔基州路易維爾         | 路易維爾長打球場 | 13131        |
| 中西區 | 歐瑪哈暴風追逐者               |        | 1969年 | 堪薩斯市皇家   | 內布拉斯加州帕匹利恩     | 韋納球場         | 9023         |
| 中西區 | 聖保羅聖人                     |        | 1993年 | 明尼蘇達雙城   | 明尼蘇達州聖保羅         | CHS球場          | 7210         |
| 中西區 | 托萊多泥母雞                   |        | 1965年 | 底特律老虎     | 俄亥俄州托萊多           | 五分之三球場     | 10300        |
| 東北區 | 水牛城野牛                     |        | 1979年 | 多倫多藍鳥     | 紐約州水牛城             | 薩倫球場         | 16600        |
| 東北區 | 理海谷鐵豬                     |        | 2008年 | 費城費城人     | 賓夕法尼亞州阿倫敦       | 可口可樂公園     | 10100        |
| 東北區 | 羅徹斯特紅翼                   |        | 1899年 | 華盛頓國民     | 紐約州羅徹斯特           | 邊境球場         | 10840        |
| 東北區 | 史克蘭頓/威爾克斯-巴里鐵路騎士 |        | 1989年 | 紐約洋基       | 賓夕法尼亞州穆吉克       | PNC球場          | 10000        |
| 東北區 | 雪城大都會                     |        | 1934年 | 紐約大都會     | 紐約州雪城               | 聯盟銀行體育場   | 11071        |
| 東北區 | 伍斯特紅襪                     |        | 2021年 | 波士頓紅襪     | 麻薩諸塞州伍斯特         | 極地公園         | 9508         |
| 東南區 | 夏洛特騎士                     |        | 1976年 | 芝加哥白襪     | 北卡羅萊納州夏洛特       | BB&T球場         | 10200        |
| 東南區 | 德罕公牛                       |        | 1980年 | 坦帕灣光芒     | 北卡羅萊納州德罕         | 德罕公牛運動公園 | 10000        |
| 東南區 | 葛溫奈特銀花鱸                 |        | 2009年 | 亞特蘭大勇士   | 喬治亞州勞倫斯維爾       | 庫雷球場         | 10427        |
| 東南區 | 傑克森維爾巨蝦                 |        | 1962年 | 邁阿密馬林魚   | 田納西州傑克森維爾       | 121金融球場      | 11000        |
| 東南區 | 曼菲斯紅鳥                     |        | 1998年 | 聖路易紅雀     | 田納西州曼菲斯           | AutoZone球場     | 10000        |
| 東南區 | 納許維爾聲音                   |        | 1978年 | 密爾瓦基釀酒人 | 田納西州納許維爾         | 第一地平線球場   | 10000        |
| 東南區 | 諾福克潮汐                     |        | 1961年 | 巴爾的摩金鶯   | 維吉尼亞州諾福克         | 海港球場         | 11856        |

|  |

## 球隊沿革
以下是國際聯盟自1912年起的球隊或是透過擴編進入國際聯盟的球隊列表與歷史：
- 阿肯色旅行者（1963年–1965年）
- 巴爾的摩金鶯（1912年–1914年）→里奇蒙登山者（1915年–1916年）→里奇蒙維吉尼亞人（英语：Richmond Virginians）（1917年）
- 伯明罕賓果（1918年–1919年）→雪城星辰（1920年–1927年）→蒙特婁皇家（1928年–1960年）→雪城酋長（1961年–1996年）→雪城天空酋長（1997年–2006年）→雪城酋長（2007年–2018年）→雪城大都會（英语：Syracuse Mets）（2019年–）
- 水牛城野牛（1912年–1970年）→溫尼伯鞭子（1970年–1971年）→半島鞭子（1972年–1973年）→曼菲斯藍調（1974年–1976年）→查爾斯頓查理（1977年–1983年）→緬因嚮導（1984年–1987年）→緬因費城人（1988年）→史克蘭頓/威爾克斯-巴里紅男爵（1989年–2006年）→史克蘭頓/威爾克斯-巴里洋基（2007年–2012年）→史克蘭頓/威爾克斯-巴里鐵路騎士（2013年–）
- 夏洛特騎士（英语：Charlotte Knights）（1993年–）
- 德罕公牛（英语：Durham Bulls）（1980年–）
- 澤西市蚊子（1912年–1915年）→巴爾的摩金鶯（1916年–1953年）→里奇蒙維吉尼亞人（1954年–1964年）→托萊多泥母雞（英语：Toledo Mud Hens）（1965年–）
- 澤西市蚊子（1918年–1933年）→雪城酋長（1934年–1955年）→邁阿密馬林魚（1956年–1960年）→聖胡安馬林魚（1961年）→查爾斯頓馬林魚（1961年）→亞特蘭大餅乾（1962年–1965年）→里奇蒙勇士（1966年–2008年）→格溫列特勇士（2009年–2017年）→格溫列特銀花鱸（英语：Gwinnett Stripers）（2018年–）
- 蒙特婁皇家（英语：Montreal Royals）（1912年–1917年）
- 紐華克印地安人（1912年–1915年）→哈里斯堡參議員（1915年）→紐華克印地安人（1916年）→紐華克熊（1917年–1919年）→阿克倫七葉樹（1921年–1925年）→普維敦斯灰（1925年）→紐華克熊（1925年–1949年）→春田小熊（1950年–1953年）→哈瓦那糖王（1954年–1960年）→澤西市球衣（1960年–1961年）→傑克森維爾太陽（1962年–1968年）→泰瓦特潮汐（1969年–1992年）→諾福克潮汐（英语：Norfolk Tides）（1993年–）
- 渥太華林㹭（1993年–2007年）→理海谷鐵豬（2008年–）
- 普維敦斯灰（英语：Providence Grays (minor league)）（1912年–1917年）
- 羅徹斯特皮條客（1912年–1920年）→羅徹斯特小馬（1921年）→羅徹斯特部落（1922年–1928年）→羅徹斯特紅翼（英语：Rochester Red Wings）（1929年–）
- 雪城星辰（1918年）→漢米爾頓老虎（1918年）→雷丁煤炭大亨（1919年）→雷丁水手（1920年）→雷丁王牌（1922年–1922年）→雷丁拱心石（1923年–1932年）→阿爾巴尼參議員（1932年–1936年）→澤西市巨人（1937年–1950年）→渥太華巨人（1951年）→渥太華運動家（1952年–1954年）→哥倫布噴射機（1955年–1970年）→查爾斯頓查理（1971年–1976年）→哥倫布快艇（英语：Columbus Clippers）（1977年–）
- 多倫多楓葉（1912年–1967年）→路易斯維爾上校（1968年–1972年）→波塔基特紅襪（1973年–1975年）→羅德島紅襪（1976年）→波塔基特紅襪（1977年–2020年）→伍斯特紅襪（英语：Worcester Red Sox）（2021年–）

### 前美國協會球隊
以下是從美國協會加入國際聯盟的球隊：
- 水牛城野牛（1979年–）
- 印地安那波利斯印地安人（英语：Indianapolis Indians）（1902年–）
- 路易維爾紅鳥（1982年–1997年）→路易維爾河蝙蝠（1998年–2001年）→路易維爾蝙蝠（英语：Louisville Bats）（2002年–）

### 前太平洋岸聯盟球隊
以下是從太平洋岸聯盟加入國際聯盟的球隊：
- 愛荷華橡樹（1969年–1981年）→愛荷華小熊（1982年–）
- 曼菲斯紅鳥（英语：Memphis Redbirds）（1998年–）
- 納許維爾聲音（英语：Nashville Sounds）（1978年–）
- 歐瑪哈皇家（1969年–1998年）→歐瑪哈金靴（1999年–2001年）→歐瑪哈皇家（2002年–2010年）→歐瑪哈暴風追逐者（英语：Omaha Storm Chasers）（2011年–）

### 前南方聯盟球隊
以下是從2A南方聯盟加入國際聯盟的球隊：
- 傑克森維爾太陽（1962年–1968年、1970年–1984年）→傑克森維爾博覽會（1985年–1990年）→傑克森維爾太陽（1991年–2016年）→傑克森維爾巨蝦（英语：Jacksonville Jumbo Shrimp）（2017年–）

### 前美國獨立聯盟球隊
以下是從美國獨立聯盟加入國際聯盟的球隊：
- 聖保羅聖人（英语：St. Paul Saints）（1993年–）

## 外部連結
- 國際聯盟網站 （页面存档备份，存于）
- 3A官方網站 （页面存档备份，存于）